# 陈锡明
陈锡明（1970年7月—），男，汉族，中华人民共和国政治人物。现任中国航天科工集团有限公司董事长、党组书记。第十四届全国政协委员。
曾任中国电子科技集团有限公司董事、总经理、党组副书记。